# الکاسیر
الکاسر (به انگلیسی: alkasir) نرم‌افزاریست که توسط یک گروه دانشگاهی روشنفکر عرب برای حذف محدودیت‌های اینترنتی و رسیدن به آزادی و امنیت بیشتر ساخته شد. الکاسیر از نظر مالی برای تأمین هزینه ماهانه سرورهایش از سوی دو سایت دگر اندیش Mid East Youth و YemenPortal.net حمایت می‌شود.
الکاسر در عین اینکه سرعت بالایی دارد قابلیت مخفی کردن کامل IP شما را به صورت Highly Anonymous دارد. همچنین به این دلیل که با پروتکل قوی SOCKS 5 کار می‌کند به خوبی تمام سایتها از جمله فیس بوک را باز می‌کند. همچنین می‌توانید آن را در مسنجر و دیگر نرم‌افزارهایتان نیز تنظیم کنید.